# Корено-Аузоньо
Корено-Аузоньо (итал. Coreno Ausonio) — коммуна в Италии, располагается в регионе Лацио, подчиняется административному центру Фрозиноне.
Население составляет 1736 человек, плотность населения составляет 67 чел./км². Занимает площадь 26 км². Почтовый индекс — 03040. Телефонный код — 0776.
Покровителем коммуны почитается святая Маргарита Антиохийская. Праздник ежегодно празднуется 20 июля.